# Gluboki (Krasnodar)
Gluboki (del ruso: Глубокий) es un posiólok del raión de Novokubansk, en el krai de Krasnodar de Rusia. Está situado en las llanuras enmarcadas entre las vertientes septentrionales del Cáucaso Norte y la orilla occidental del río Kubán, 19 km al sur de Novokubansk y 160 km al este de Krasnodar. Tenía 3 698 habitantes en 2010.
Es cabeza del municipio Novoselskoye, al que pertenecen asimismo Novoselskoye, Stepnói, Kasparovski y Pchela.

## Historia
La localidad fue fundada el 23 de junio de 1952.

## Demografía
| 2002  | 2010  |
| ----- | ----- |
| 3 468 | 3 698 |

### Composición étnica
De los 3 468 habitantes que había en 2002, el 78.7 % era de etnia rusa, el 14.9 % era de etnia armenia, el 2.2 % era de etnia ucraniana, el 2 % era de etnia alemana, el 1 % era de etnia bielorrusa, el 0.3 % era de etnia tártara, el 0.1 % era de etnia alemana, el 0.7 % era de etnia azerí, el 0.6 % era de etnia griega, el 0.1 % era de etnia adigué, el 0.1 % era de etnia gitana y el 0.1 % era de etnia georgiana